# Faryngeální čelist

Princip fungování faryngeální čelist u murén

Faryngeální čelist je druhá sada čelistí v krku některých ryb nacházející se až za ústní čelistí v oblasti hltanu. Tato „zadní“ čelist se patrně vyvinula modifikováním čtvrtého žaberního oblouku. Vyskytuje se mj. u pyskounovitých, vrubozubcovitíých a murénovitých. Murény dokáží svou faryngeální čelist vysunout.

## Evoluce
Původně se mělo za to, že se faryngeální čelist vyvinula pouze jednou, nicméně moderní genetické a morfologické analýzy ukazují, že tato čelist má nejméně dva nezávislé evoluční počátky. Vznik a evoluční vývoj faryngeální čelisti byl patrně podnícen složením potravy druhu, u kterého se tato čelist vyvinula.

Podle studie faryngeální čelisti u cichlid může po změně jídelníčku dojít k morfologickým změnám faryngeální čelistní sady během necelých dvou let. Ryby, které jedly kořist s tvrdou tělesnou schránkou, měly mohutnou faryngeální čelist se zuby podobné třenovým zubům. Naproti tomu ryby, které které jedly měkčí kořist, měly útlou čelist s tenkými zakřivenými zuby vhodnými pro trhání masité kořisti. Tyto rychlé změny v morfologii faryngeální čelisti následkem environmentálních tlaků jsou typickým příkladem fenotypické plasticity. Morfologické změny jsou patrně iniciovány receptory umístěnými v čelistní kosti, které reagují na mechanické namáhání kousavého pohybu čelisti při drcení tvrdých schránek živočichů, což iniciuje tvorbu mohutnější a silnější faryngeální čelisti.

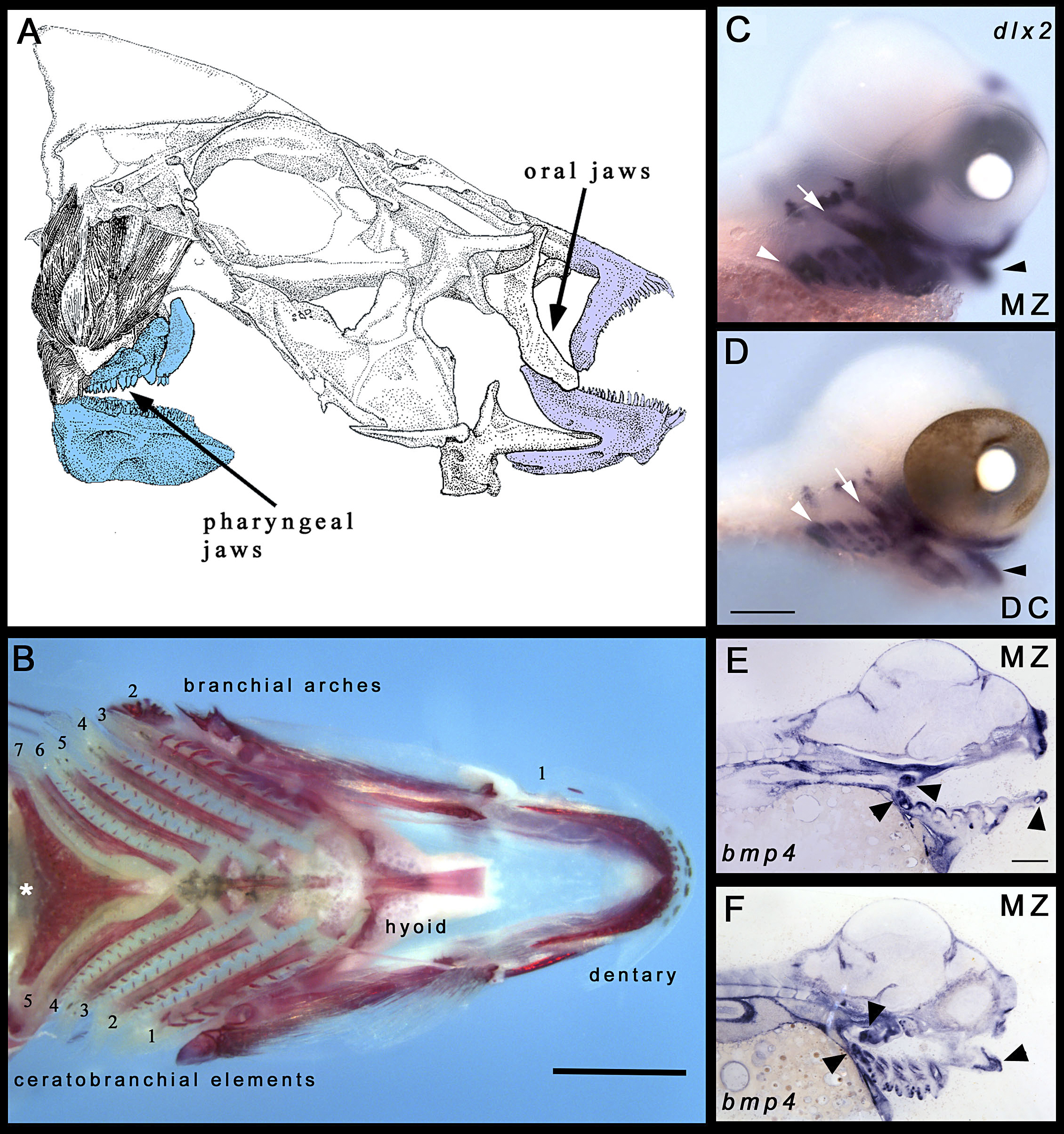
Fotografie ústní a faryngeální čelisti tlamovce plochohlavého (Dimidiochromis compressiceps).

## Cichlidy
Faryngeální čelist patrně dopomohla cichlidám (rybám z čeledi vrubozubcovití) stát se jednou z druhově nejrozmanitějších čeledí ze všech obratlovců. Faryngeální čelist totiž poskytuje přístup k potravním zdrojům náročným na zpracování, které ostatním rybám s klasickou čelistí dostupné nejsou, což umožnilo cichlidám rychlou expanzi a specializaci. Na druhou stranu však faryngeální čelist může být omezující v tom, že přítomnost čelisti v hltanu jej značně zužuje, takže ryby s faryngeální čelistí nemohou spolknout větší kořist. Faryngeální čelist je jednoduše designována na kořist náročnou na sežrání. Když na Viktoriině jezeře došlo v první polovině 20. století k rychlému rozšíření invazivního robala nilského (tzv. nilského okouna), začalo docházet k masivnímu vymírání cichlid. Dlouhou dobu se mělo za to, že robalové se krmili na tělesně menších cichlidách, avšak podle studie z roku 2016 robalové vyžrali kořist, kterou normálně lovily cichlidy. Na rozdíl od jiných ryb cichlidy nemohly přejít na jinou kořist (menší rybky), protože následkem složitého čelistního aparátu (resp. faryngeální čelisti) jim trvá spolknutí menší rybky i několik hodin, zatímco robalovi jen několik vteřin.

## Murény
U většiny ryb není faryngeální čelist vysouvací. Významnou výjimku představuje vysoce mobilní vysouvací faryngeální čelist murén. Design vysouvacího mechanismu umožňuje murénám svou kořist polykat, podobně jako svou kořist polykají ostatní druhy ryb. Drtivá většina všech ostatních druhů ryb totiž přijímá potravu sukcí, tzn. pomocí roztažitelné báze ústní dutiny vytvoří podtlak, kterým nasaje vodu spolu se svou kořistí. Faryngeální čelist murén se vyvinula modifikací čtvrtého žaberního oblouku. Hluboko v krku visí na soustavě svalů.
V evoluci vysouvacího mechanismu faryngeální čelisti patrně hrál úlohu i biotop murén, který představují úzké nory v podmořských skalách a členité skalní „bludiště“, kde není moc prostoru na roztáhnutí čelisti. Murény pořádají svou kořist tak, že se do ní nejdříve pevně zakousnou svou ústní čelistí, takže kořist nemůže uniknout. Zatímco drží skus, vysunou faryngeální čelist kupředu, zakousnou se jí do kořisti a začnou svou faryngeální čelist zase zasouvat, čímž zasunou kořist dále do jícnu, což jim umožňuje potravu spolknout. Díky tomuto způsobu polykání murény mohou chytat a polykat kořist i na souši.

## Odkaz v kultuře
Výjimečná pohyblivost faryngeální čelisti u murén byla objevena teprve v roce 2007 vědci z Kalifornské univerzity v Davisu. Koncept vysouvací druhé čelisti byl zobrazen již v prvním dílu filmové série Vetřelec z roku 1979. Faryngeální čelist sice byla už tehdy známa u jiných druhů ryb, avšak o jejích vysouvacích možnostech se tehdy ještě nevědělo.